# Бюльтер, Мариус
Мариус Бюльтер (нем. Marius Bülter; род. 29 марта 1993, Иббенбюрен, Северный Рейн-Вестфалия) — немецкий футболист, вингер клуба «Кёльн».

## Клубная карьера
Родился в городе Иббенбюрен. Бюльтер играл за «Айнтрахт» Рейн, «Нойенкирхен» и «Рёдингхаузен» до перехода в «Магдебург» летом 2018. В сезоне 2018/19 Бюльтер участвовал в 32 матчах и забил 4 гола, но «Магдебург» вылетел в Третью лигу.
4 июля 2019 присоединился к «Униону» на годичную аренду с опцией выкупа. Дебютировал в первом домашнем матче «Униона» в Бундеслиге против «РБ Лейпциг». Забил свой первый гол в матче против дортмундской «Боруссии».